# Freyella mutabila
Freyella mutabila är en sjöstjärneart som beskrevs av Korovchinsky 1976. Freyella mutabila ingår i släktet Freyella och familjen Freyellidae. Inga underarter finns listade i Catalogue of Life.